# Eustigma
Eustigma Gardner & Champ. – rodzaj roślin należący do rodziny oczarowatych (Hamamelidaceae R. Br. in Abel). Obejmuje 3 gatunki występujące naturalnie w północnej części Wietnamu, zwanej Tonkinem, oraz w Hongkongu i na Tajwanie.

## Systematyka
Pozycja systematyczna według APweb (aktualizowany system APG III z 2009)
Rodzaj ten należy do podrodziny Hamamelidoideae Burnett w obrębie rodziny oczarowatych (Hamamelidaceae R. Br. in Abel) z rzędu skalnicowców (Saxifragales Dumort.).
Wykaz gatunków
- Eustigma balansae Oliv.
- Eustigma lenticellatum C.Y.Wu
- Eustigma oblongifolium Gardner & Champ.